# Slaget på sjön Peipus
Slaget på sjön Peipus var ett slag på Peipus is som utkämpades den 5 april 1242 mellan en rysk här under ledning av den 
novgorodiske fursten Alexander Nevskij och Tyska ordens riddare.

## Bakgrund
År 1240 intog Tyska ordens riddare Pskov och utvidgade sina erövringar i Vodskaja pätin. Deras strövpartier rörde sig så nära som 30 km från Novgorod som vid tiden saknade furste eftersom fursten Alexander Nevskij kommit i gräl med vetje (folkförsamlingen) och rest till Vladimir. Efter litauernas härjningståg i södra delen av det novgorodiska riket skickade novgoroderna sina sändebud efter honom. 
Fursten återvände till Novgorod i början av 1241 och jagade kort därefter bort fienden från Vodskaja pätin. Men han vågade befria Pskov först efter ankomst av hären som kommenderades av hans bror Andrej Jaroslavitj. Tyskarna hann inte sända förstärkningar till sin garnison och staden togs efter stormning.
Orden började samla en här i biskopsdömet Dorpat. Alexander fattade beslutet att gå fienden till mötes för att överrumpla den. Hans armé marscherade till Izborsk. En av hans förtrupper under befäl av Domasj Tverdislavitj stötte på fienden och blev slagen. Efter att ha fått underrättelser att tyskarna skickat en del av sin här till Izborskvägen och deras huvudstyrka ryckt fram mot Peipus för att avskära ryssarna från Pskov bröt Alexander upp mot sjön.

## Slagets gång
Den ryska fursten beslöt att möta ordensriddarna vid sjön och ställde sin här vid ”Korpstenen”. I gryningen den 5 april 1242 formerade tyskarna en så kallade svinfylking och på sjöns is marscherade de mot ryssarna. De lyckades bryta sig igenom ryssarnas center men ryska flankar gjorde kringgående rörelse och tyskarna hamnade i en kniptång. Riddarna led ett svårt nederlag. Novgoroderna förföljde dem 7 km till sjöns motsatt strand. 
Antal stridande är okänd. Novgorodkrönikan meddelar att i striden stupade det ester ”utan tal”, 400 tyskar och 50 togs till fånga.
Samma år slöt Ordensstaten och Novgorod fred.

## Betydelse
Novgorods seger hade en stor betydelse för Novgorods politiska läge. Den stoppade ordenriddarnas framryckning österut under förhållanden när den största delen av de ryska furstendömena låg i aska efter mongolernas invasion.